# Rafał Pająk
Rafał Pająk (ur. 3 lutego 1999) – polski lekkoatleta, sprinter.
Brązowy medalista mistrzostw Europy juniorów młodszych (2016) w sztafecie szwedzkiej (biegł na drugiej zmianie – 200-metrowej).

## Osiągnięcia
| Rok  | Impreza                               | Miejsce | Konkurencja       | Pozycja    | Wynik   |
| ---- | ------------------------------------- | ------- | ----------------- | ---------- | ------- |
| 2016 | Mistrzostwa Europy juniorów młodszych | Tbilisi | sztafeta szwedzka | 3. miejsce | 1:53,80 |